# Oui, Bulgarie !
Oui, Bulgarie! (bulgare: Да, България!) est un parti politique bulgare fondé en 2017 par l’ex-ministre de la justice Hristo Ivanov.
Depuis 2019 Oui, Bulgarie! fait partie de l’alliance « Bulgarie démocratique » avec « Démocrates pour une Bulgarie forte » et « Mouvement Vert» (précédemment « Les Verts »).

## Histoire

### Début
Le parti a été fondé le 7 janvier 2017 par Hristo Ivanov, vice-premier ministre et ministre de la Justice dans le cabinet provisoire Bliznachki du 6 août 2014 au 7 novembre 2014.
Ivanov a ensuite été nommé ministre de la Justice dans le deuxième cabinet Borissov de 7 novembre 2014 jusqu'à sa démission le 9 décembre 2015, présentée pour protester contre les tentatives infructueuses de réforme judiciaire qu’il souhaitait accomplir.  
Lors de la première réunion, Ivanov a présenté les trois grandes priorités du parti : « Garantir l'état de droit et une justice efficace et accessible ; accélérer le rythme de croissance du pays ; et lutter contre la pauvreté systémique et relever le niveau de vie ».
Selon le Sofia Globe, «Ivanov a fait quelque chose que peu de politiciens bulgares ont fait avant lui : il a défendu ses principes.».
Le 11 janvier 2017, Ivanov a été élu président du parti, avec un Conseil exécutif de 13 membres. 
Deux jours plus tard, "Oui, Bulgarie!" soumet les documents nécessaires pour une participation lors des prochaines élections législatives à la fin du mois de mars 2017. 
Dans les semaines qui ont suivi, plusieurs formations politiques ont approché le nouveau parti afin de former une éventuelle coalition pour les élections, y compris "Les Verts", "DEOS" et le "Mouvement Bulgarie pour les citoyens" (fondé par l’ex Commissaire européen Meglena Kouneva).
Les Démocrates pour une Bulgarie forte de Radan Kanev, qui s'étaient précédemment séparés du Bloc réformiste en novembre 2016, ont proposé de s'unir au parti d'Ivanov,. En réponse, "Oui, Bulgarie!" annonce qu'ils tenteront de se présenter de manière indépendante, Ivanov déclarant que « Il est juste d'établir une connexion à long terme avec l'électeur, d'avoir notre propre image», rejetant ainsi l'offre de la coalition désormais renommée « Nouvelle République » de Kanev.
Le 30 janvier, le tribunal municipal de Sofia approuve l'enregistrement de "Oui, Bulgarie!" en tant que parti politique, mais trois plaintes officielles ultérieures contre cette décision ont obligé les dirigeants à rechercher une éventuelle coalition afin de respecter la date limite d'enregistrement pour les élections législatives.
Le 8 février, Hristo Ivanov a annoncé qu'un accord pour former une coalition entre Oui, Bulgarie!, Les Verts et le DEOS avait été conclu, et l'enregistrement serait possible après la collecte de 2 500 signatures nécessaires. Pourtant un record a été établi et en une journée la coalition Oui, Bulgarie! réussit à collecter plus de 20 000 signatures et à s’enregistrer ainsi pour le vote. Les trois plaintes ont par la suite été retirées et, malgré de nouveaux appels à la Commission électorale centrale, la coalition a été autorisée à participer le 15 février 2017,.

### Elections législatives 2017
Aux élections législatives de 2017, la coalition "Oui, Bulgarie!" remporte un total de 101 217 voix, soit 2,96% de tous les suffrages exprimés, la laissant en 7ème place, mais sans représentation parlementaire. 
Dans les trois circonscriptions de Sofia, le parti obtient un total de 7,77% de tous les votes exprimés, arrivant à la 4e place, moins de 1000 voix derrière la coalition nationaliste des Patriotes unis, placés 3e. 
Au total, plus de 70 000 voix (près de 70%) proviennent des grandes villes telles que Sofia, Plovdiv et Varna, ainsi que des Bulgares à l'étranger.

## Organisation locale en France
Oui, Bulgarie dispose de 6 organisations locales à l'étranger dont une en France. Elle a été fondée en mai 2021.
Pour président de l'organisation locale est élu Boyan Karadzhov.
Les membres du conseil exécutif sont Ivodor Atanassov, Aleksanar Aleksandrov, Kaloyan Krastev et Kamen Danaïlov.

## Résultats électoraux

### Élections législatives
| Année   | Voix             | %                | Rang             | Élus     | +/- | Gouvernement        |
| ------- | ---------------- | ---------------- | ---------------- | -------- | --- | ------------------- |
| 2017    | 101 217          | 2,96             | 7e               | 0 / 240  | Nv  | Extra-parlementaire |
| 04/2021 | Au sein de DB    | Au sein de DB    | Au sein de DB    | 12 / 240 | 12  | Aucun               |
| 06/2021 | Au sein de DB    | Au sein de DB    | Au sein de DB    | 19 / 240 | 7   | Aucun               |
| 11/2021 | Au sein de DB    | Au sein de DB    | Au sein de DB    | 10 / 240 | 9   | Petkov              |
| 2022    | Au sein de DB    | Au sein de DB    | Au sein de DB    | 9 / 240  | 1   | Aucun               |
| 2023    | Au sein de PP-DB | Au sein de PP-DB | Au sein de PP-DB | 13 / 240 | 4   | Denkov              |
| 06/2024 | Au sein de PP-DB | Au sein de PP-DB | Au sein de PP-DB | 9 / 240  | 4   | Aucun               |
| 10/2024 | Au sein de PP-DB | Au sein de PP-DB | Au sein de PP-DB | 12 / 240 | 3   | Opposition          |

### Européennes
| Année | Voix             | %                | Position         | Mandats | Groupe parlementaire |
| ----- | ---------------- | ---------------- | ---------------- | ------- | -------------------- |
| 2019  | Au sein de DB    | Au sein de DB    | Au sein de DB    | 0 / 17  | -                    |
| 2024  | Au sein de PP-DB | Au sein de PP-DB | Au sein de PP-DB | 0 / 17  | -                    |

### Municipales
| Année | Voix                | %                   | Position            | Mandats | Groupe municipal      |
| ----- | ------------------- | ------------------- | ------------------- | ------- | --------------------- |
| 2019  | Au sein de DB       | Au sein de DB       | Au sein de DB       | 5 / 61  | Bulgarie démocratique |
| 2023  | Au sein de PP-DB-SS | Au sein de PP-DB-SS | Au sein de PP-DB-SS | 4 / 61  | PP-DB-SS              |